# Mahanama de Anuradhapura
Mahanama fue rey de Anuradhapura en el siglo V, cuyo reinado duró de 412 a 434. Sucedió a su hermano Upatissa I como rey de Anuradhapura y fue sucedido por su hijo Soththisena.
Pertenecía a la dinastía Lambakanna) un poderoso clan que gobernó Sri Lanka. Su padre fue Buddhadasa, rey de Anuradhapura que reinó de 341 a 370. Mahanama tuvo dos esposas, una tamil y otra cingalesa.
| Predecesor: Upatissa I | Rey de Anuradhapura 412-434 | Sucesor: Soththisena |